# Rubídium-formiát
A rubídium-formiát a hangyasav rubídiumsója, képlete CHO2Rb.

## Előállítása
Rubídium-hidroxid és hangyasav reakciójával állítható elő:
{\displaystyle \mathrm {RbOH+HCOOH\longrightarrow HCOORb+H_{2}O} }
Hasonlóan rubídium-karbonát és hangyasav reakciójával is előállítható, szén-dioxid fejlődése mellett:
{\displaystyle \mathrm {Rb_{2}CO_{3}+2\ HCOOH\longrightarrow 2\ HCOORb+CO_{2}+H_{2}O} }
Rubídium-hidrid és szén-dioxid reakciójában is keletkezhet:
{\displaystyle \mathrm {RbH+CO_{2}\longrightarrow HCOORb} }

## Tulajdonságai
A rubídium-formiátnak két különböző kristályszerkezete létezik, a fázisátmenet 363 K-n van.
| A rubídium-formiát különböző kristályszerkezeteinek rács paraméterei |                   |        |        |        |         |
| Hőmérséklet                                                          | Kristályszerkezet | a [pm] | b [pm] | c [pm] | β       |
| 363 K alatt                                                          | rombos            | 922,9  | 463,0  | 740,8  | –       |
| 363 K felett                                                         | monoklin          | 465,52 | 465,28 | 751,70 | 97,610° |

Szobahőmérsékleten hemihidrát, 16,5 °C-on monohidrát, 51 °C felett anhidrát formában van jelen. A vízben való oldhatóságának adatait az alábbi táblázat tartalmazza:
| A HCOORb oldhatósága vízben (A HCOORb g-ban kifejezve 100 g telített oldatban) |       |       |       |       |       |       |       |       |       |       |
| Hőmérséklet [°C]                                                               | 3,3   | 7,8   | 9,5   | 14,0  | 16,3  | 28,3  | 43,6  | 49,9  | 60,8  | 101,7 |
| Oldhatóság HCOORb [g]                                                          | 78,86 | 80,71 | 81,37 | 83,59 | 84,61 | 83,60 | 87,77 | 89,23 | 90,06 | 93,89 |

Termikusan 245 °C-ig stabil, további hevítésre hidrogénfejlődés közben rubídium-oxaláttá alakul, mely tovább bomlik rubídium-karbonátra és szén-monoxidra:
{\displaystyle \mathrm {2\ HCOORb\ {\xrightarrow {\ \Delta \ }}\ \ (COO)_{2}Rb_{2}+H_{2}\uparrow } }
{\displaystyle \mathrm {(COO)_{2}Rb_{2}\ {\xrightarrow {\ \Delta \ }}\ \ Rb_{2}CO_{3}+CO\uparrow } }
Létezik továbbá egy RbH(HCOO)2 összegképletű savanyú rubídium-formiát is, mely 50–195 °C közötti hőmérsékleten egy hangyasav molekula kilépésével semleges rubídium-formiátra bomlik.

## Fordítás
Ez a szócikk részben vagy egészben  a   Rubidiumformiat című német Wikipédia-szócikk fordításán alapul.  Az eredeti cikk szerkesztőit annak laptörténete sorolja fel. Ez a jelzés csupán a megfogalmazás eredetét és a szerzői jogokat jelzi, nem szolgál a cikkben szereplő információk forrásmegjelöléseként.